# جيفري رافتش
جيفري فيكتور رافتش (بالإنجليزية: Jeffrey Ravetch)‏ (مواليد 1951) أستاذ ورئيس قسم علم الوراثة الجزيئي والمناعة بجامعة روكفلر.